# Universidade de Gujarate
A Universidade de Gujarate é uma universidade pública estadual localizada em Ahmedabad, Guzerate, Índia. A universidade é uma universidade afiliada no nível de graduação e uma universidade de ensino no nível de pós-graduação. É credenciado A+ pela NAAC. Foi estabelecida em 23 de novembro de 1949.

## História

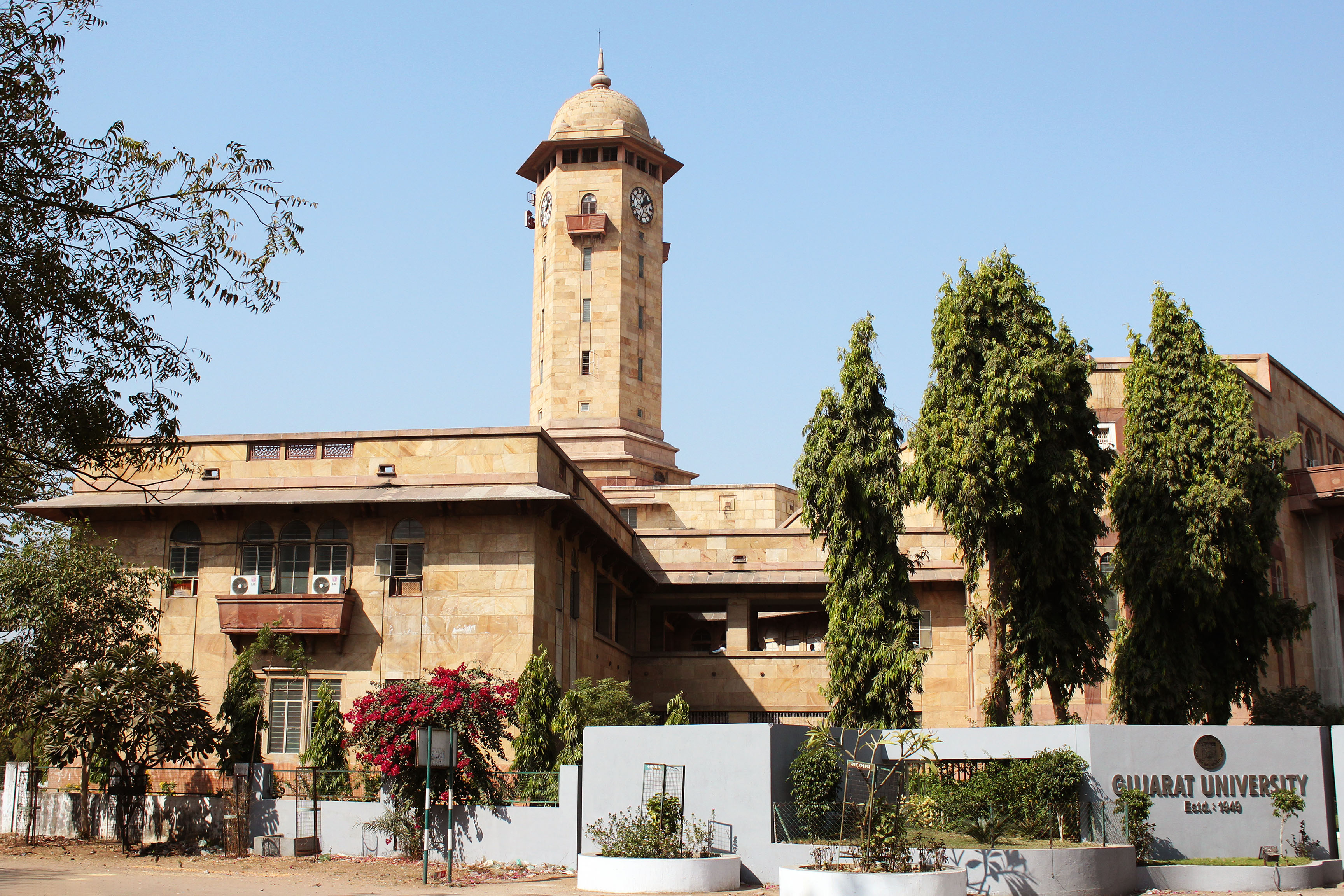
Edifício da Torre da Universidade de Gujarat

Muitos líderes como Mahatma Gandhi, Sardar Patel, Ganesh Vasudev Mavalankar e Kasturbhai Lalbhai recomendaram a formação da universidade na década de 1920, e a universidade foi fundada logo após a independência da Índia.
A Universidade foi criada sob a Lei do Governo de Gujarat em 1949 como uma universidade de ensino e afiliada. Foi estabelecido sob a recomendação de um comitê liderado por Ganesh Vasudev Mavalankar para reorganizar o ensino universitário no estado de Bombaim. Muitas universidades foram criadas posteriormente, o que resultou na diminuição da jurisdição da Universidade de Gujarate.
Cerca de 300.000 alunos estudam em universidades nos cursos, faculdades e institutos afiliados. A universidade atende alunos externos e também matriculados. As afiliadas incluem 285 faculdades, 35 instituições aprovadas e 20 instituições reconhecidas, em 2014. A Universidade de Gujarate ocupa o 1º lugar no estado e o 26º na Índia na categoria: "Universidades públicas estaduais" no ranking Outlook-ICare India University Ranking 2019.

## Campus
O campus da universidade, localizado na área de Navarangpura, em Amedabade, está distribuído por 1.2 km2. As faculdades e institutos afiliados estão espalhados pelo distrito de Ahmedabad, Gandhinagar e Kheda.
A torre principal da universidade foi projetada por Atmaram Gajjar.